# Mikel Santamaría
Mikel Santamaría Ciprián (Pamplona, Navarra, 20 de julio de 1987) es un futbolista español. Juega en la posición de defensa en las filas del C. D. Izarra de la Segunda Federación.
Es hermano menor del guardameta Roberto Santamaría Ciprián y sobrino de Roberto Santamaría Calavia, que también tuvo una dilatada trayectoria como portero.

## Trayectoria
Mikel Santamaría se formó en la cantera del Club Atlético Osasuna, equipo de su ciudad natal, y en 2006 debutó con el filial de los rojillos en Segunda División B. En 2008 fichó por el Club Deportivo Alfaro, equipo con el que rescindió el contrato en el mercado de invierno.
En verano de 2009 se comprometió con el Athletic Club pasando a jugar en su filial, el Bilbao Athletic, que también militaba en la tercera categoría del fútbol español. Tras dos campañas en la disciplina rojiblanca, en julio de 2011, fichó libre por el Albacete Balompié, recién descendido de la Segunda División. Con el equipo manchego disputó cincuenta y cuatro partidos en dos temporadas, consiguiendo además el primer gol de su carrera, el 28 de agosto de 2011, en un enfrentamiento contra el Montañeros Club de Fútbol, con un 4-2 como resultado final a favor de los albaceteños. En este período el Alba no logró retornar a la categoría de plata, a pesar de alcanzar las eliminatorias de ascenso en ambas campañas.	
Antes del comienzo de la temporada 2013-14 recaló en el Club Deportivo Leganés, siendo partícipe del regreso del conjunto madrileño a la Segunda División. Jugó su primer partido de Segunda División el 24 de agosto de 2014, en un encuentro ante el Deportivo Alavés que finalizó con empate a un gol.
Tras una temporada en Segunda División, en la que no consiguió ser titular en la defensa, finalizó su contrato y marchó libre al Real Racing Club de Santander firmando un contrato por dos temporadas hasta el 30 de junio de 2017. En la temporada 2017-18 fue jugador del Hércules C. F., donde disputó 30 partidos. En julio de 2018 fichó por la Unión Deportiva Logroñés.
En enero de 2020 se incorporó a las filas del Club Deportivo Calahorra de la Segunda División B. En este equipo estuvo temporada y media, recalando en agosto de 2021 en el Racing Rioja C. F.
El 18 de julio de 2022 firmó por el C. D. Tudelano de la Segunda Federación.

## Clubes
| Club                          | País   | Año       | Partidos | Goles |
| ----------------------------- | ------ | --------- | -------- | ----- |
| C. A. Osasuna "B"             | España | 2006-2008 | 13       | 0     |
| C. D. Alfaro                  | España | 2008-2009 | 17       | 0     |
| Bilbao Athletic               | España | 2009-2011 | 46       | 0     |
| Albacete Balompié             | España | 2011-2013 | 61       | 2     |
| C. D. Leganés                 | España | 2013-2015 | 65       | 1     |
| Real Racing Club de Santander | España | 2015-2017 | 80       | 2     |
| Hércules C. F.                | España | 2017-2018 | 30       | 0     |
| U. D. Logroñés                | España | 2018-2019 | 13       | 1     |
| C. D. Calahorra               | España | 2020-2021 | 21       | 1     |
| Racing Rioja C. F.            | España | 2021-2022 | 34       | 3     |
| C. D. Tudelano                | España | 2022-2024 | 59       | 1     |
| C. D. Izarra                  | España | 2024-Act. |          |       |